# Hans Purrmann
Hans Marsilius Purrmann est né le 10 avril 1880 à Spire et décédé le 17 avril 1966 à Bâle, peintre, graphiste, collectionneur d'art et écrivain allemand.

## Biographie
Hans Purrmann fait des études à l'école des Beaux-Arts de Karlsruhe de 1897 à 1899. Il poursuit sa formation artistique à l'Académie des Arts de Munich de 1900 à 1905. Il séjourne à Paris de 1906 à 1914 où il était un élève et ami d'Henri Matisse. Il fut influencé par l'expressionnisme pictural allemand et le fauvisme de Matisse. Il rencontre d'autres artistes français et étrangers notamment au Café du Dôme.
Il a créé des natures mortes, des nus, des portraits et des paysages surtout dans le midi et le Sud ensoleillé. Son œuvre consiste à près de 1400 peintures à l'huile, 400 aquarelles, et de nombreuses illustrations ainsi que quatre sculptures.
De 1908 à 1910, Hans Purrmann fait plusieurs voyages en Allemagne avec Matisse et fréquente son Académie des Arts.
Pendant l'entre-deux-guerres, il séjourne à diverses reprises en Italie (notamment à la Villa Romana de Florence qu'il va diriger) et en France. Il réside également à Berlin et à Langenargen sur le lac de Constance.
Hans Purrmann a peint des paysages et des natures mortes, des nus et des portraits.
"Quoique son œuvre soit plus réaliste, son goût pour l'arabesque, l'utilisation des couleurs pures et l'arrangement ornemental des éléments décoratifs font de Purrmann un digne suiveur de Matisse".

## Distinctions
- 1950: citoyen d'honneur de la ville de Spire
- 1951: Membre correspondant de l'Académie bavaroise des Beaux-Arts
- 1955: Pour le Mérite des arts et des sciences
- 1961: Commandeur du Mérite de la République italienne
- 1961: Médaille Stephan-Lochner de la Ville de Cologne
- 1962: Officier de l'Ordre des Arts et des Lettres
- 1962: Ordre du Mérite Bavarois
- 1964: Grande Croix du Mérite de la République fédérale d'Allemagne
- 1965: La ville de Spire créé en son honneur, le Prix Hans Purrmann pour les Artistes des Arts visuels